# Чемпионат Африки по дзюдо 2001
Чемпионат Африки по дзюдо 2001 года прошёл 6-9 ноября в городе Триполи (Ливия).

## Медалисты

### Мужчины
| Весовая категория       | Золото                   | Серебро                            | Бронза                                           |
| ----------------------- | ------------------------ | ---------------------------------- | ------------------------------------------------ |
| Суперлёгкая (до 60 кг)  | Омар Ребахи · Алжир      | Абделуахед Идрисси Чорфи · Марокко | Атеф Мустафа · Египет Бирам Сек · Сенегал        |
| Полулёгкая (до 66 кг)   | Амар Мериджа · Алжир     | Фарид Ибрахим · Египет             | Яссин Эль-Хулали · Марокко Хассен Мусса · Тунис  |
| Лёгкая (до 73 кг)       | Нуреддин Ягуби · Алжир   | Хайтан Эль-Хуссайни · Египет       | Сафуан Аттаф · Марокко Феррид Хедер · Тунис      |
| Полусредняя (до 81 кг)  | Салим Бутачба · Алжир    | Абумедан Эль-Сайед · Египет        | Адил Белгайд · Марокко Абдесселем Арус · Тунис   |
| Средняя (до 90 кг)      | Адил Лакнифи · Марокко   | Ростанд Мелапинг · Камерун         | Мохамед Бенсалех · Ливия Хишам Месбах · Египет   |
| Полутяжёлая (до 100 кг) | Сами Бельгрун · Алжир    | Ислам Эль-Шехаби · Египет          | Садок Халгви · Тунис Имад Бассу · Марокко        |
| Тяжёлая (свыше 100 кг)  | Мохамед Буайшауи · Алжир | Стив Нгуэма Ндонг · Габон          | Анис Чедли · Тунис Мохамед Бадран · Либерия      |
| Абсолютная категория    | Анис Чедли · Тунис       | Сами Бельгрун · Алжир              | Ислам Эль-Шехаби · Египет Адил Белгайд · Марокко |

### Женщины
| Весовая категория      | Золото                        | Серебро                  | Бронза                                              |
| ---------------------- | ----------------------------- | ------------------------ | --------------------------------------------------- |
| Суперлёгкая (до 48 кг) | Хаджер · Тунис                | Салима Лалили · Алжир    | Марьям Хоссам Эльдин · Египет                       |
| Полулёгкая (до 52 кг)  | Салима Суакри · Алжир         | Чахнес Мбарки · Тунис    | Сильвия Лаго · Кот-д’Ивуар                          |
| Лёгкая (до 57 кг)      | Роза Мари Куахо · Кот-д’Ивуар | Линда Мекзин · Алжир     | Ханем Эссайед Хатер · Египет Карима Дхауади · Тунис |
| Полусредняя (до 63 кг) | Зубида Боюакуб · Алжир        | Марианна Экида · Нигерия | Ясмин Сабра · Египет Ханане Фадисси · Марокко       |
| Средняя (до 70 кг)     | Ли Заху Блаво · Кот-д’Ивуар   | Рашида Уердане · Алжир   | Кейта Фанта · Сенегал Юсра Зриби · Тунис            |
| Полутяжёлая (до 78 кг) | Худа Бен Дая · Тунис          | Мелани Энгоанг · Габон   | Акисса Монни · Кот-д’Ивуар Кахина Хадид · Алжир     |
| Тяжёлая (свыше 78 кг)  | Самах Рамадан · Египет        | Инсаф Яхьяуи · Тунис     | Натали Огвиэлу · Кот-д’Ивуар                        |
| Абсолютная категория   | Самах Рамадан · Египет        | Инсаф Яхьяуи · Тунис     | Мелани Энгоанг · Габон Джалила Хермани · Марокко    |